# Mojogebang
Mojogebang is een bestuurslaag in het regentschap Mojokerto van de provincie Oost-Java, Indonesië. Mojogebang telt 2465 inwoners (volkstelling 2010).